# Agariya jezik
Agariya jezik (agaria, agharia, agoria; ISO 639-3: agi), jedan od trinaest kherwari jezika iz sjeverne skupine porodice munda kojim govori 72 000 ljudi (2007) iz plemena Agariya, dijelom hindusi (193 000 etničkih), dijelom muslimani (14 000 etničkih, koji govore urdu).
Agariya se govori na području indijskih država Madhya Pradesh i Uttar Pradesh.

## Vanjske poveznice
- Ethnologue (14th)
- Ethnologue (15th)